# Фордо (село)
Фордо (перс. فردو) — село в сільському окрузі Фордо, повіті Кахак, в іранському остані Кум ; Центр сільського округу перенесено в село Дастгерд. Знаходиться неподалік священного міста шиїтів Кум. Завод зі збагачення урану «Фордо» розташований за 100 км від села і названий на честь його.

## Демографія
На момент національного перепису населення 2006 року населення села становило 732 особи у 230 домогосподарствах, коли воно належало до округу Нофель Лошато округу Кум. Наступний перепис, проведений у 2011 році, нарахував 667 осіб у 227 домогосподарствах. За даними перепису 2016 року, чисельність населення села становила 839 осіб у 303 домогосподарствах. Це було найгустонаселеніше село у своєму сільському окрузі.
Після перепису округ було відокремлено від повіту, утворено повіт Кахак, і перейменовано на Центральний округ. Сільський округ було передано новоствореному округу Фордо..
Фордо (варіанти назви: Форду, Фурду чи Фарду) — село з більш як 100 будинками. Розташоване біля верхів'я річки Фурду. Фордо розташование за 26 миль на південь від Кума. Фордо розташоване у глибокій долині між вершинами Хасан Ака та Фурду.
У селі Фордо, як вважають, є найбільший відсоток убитих бійців в Ірано-Іракській війні (з 1980 по серпень 1988 року).

## Атомний об*єкт
У вересні 2009 року стало відомо, що тут знаходиться завод зі збагачення палива Фордо, другий завод зі збагачення урану, розташований неподалік села. Об'єкт збагачення став метою ізраїльських ударів по Ірану в червні 2025.